# 2009-es influenzapandémia

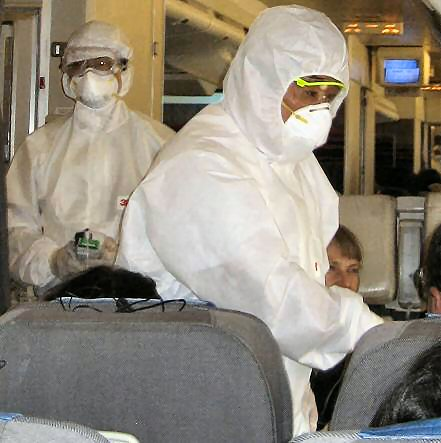
Kínai járványügyi felügyelők ellenőrzik, nem jelentkeznek-e influenzatünetek egy érkező gép utasain

A 2009-es influenzapandémia ellenőrzött esetszámai
50 000+ ellenőrzött eset
5 000+ ellenőrzött eset
500+ ellenőrzött eset
50+ ellenőrzött eset
5+ ellenőrzött eset
1+ ellenőrzött eset

A 2009-es influenzapandémia olyan világméretű járvány, amelyet a H1N1/09 pandemikus vírus, egy A típusú, H1N1 altípusú, sertés eredetű új törzs okozott. A 2009 áprilisában felfedezett vírus sertésinfluenza, madárinfluenza és emberi influenza génjeit egyaránt tartalmazza.
Magyarországon a pandémia 2010. január 18-áig 1915 megerősített esetet okozott, az új vírussal összefüggésbe hozható halálesetek száma ugyaneddig az időpontig 70 volt.
A járvány a mexikói Veracruzban kezdődött, hónapokkal azelőtt, hogy hivatalosan hírt adtak róla. A vírus terjedését akadályozandó a mexikói kormány bezáratta a főváros, Mexikóváros közösségi helyeinek jó részét. A vírus azonban továbbterjedt, Mexikón kívül is. Az Egészségügyi Világszervezet (WHO) 2009 júniusában abbahagyta az esetek számlálását és pandémiának nyilvánította a járványt.
Bár a fertőzöttek jó része enyhe betegségen ment keresztül, egyesek komolyan megbetegedtek és közülük sokan meghaltak. Az enyhébb tünetek a láz, torokfájás, köhögés, fejfájás, izom- és ízületi fájdalom, émelygés, hányás, hasmenés. Komolyabb megbetegedéssel fenyegetettek az asztmások, a cukorbetegek, az elhízottak, a szívbetegek, a legyengült immunrendszerűek, az idegrendszeri bajokkal küzdő gyermekek és a várandós kismamák. Rajtuk kívül a vírus a korábban teljesen egészségesek kis részének is tüdőgyulladást vagy heveny légzési elégtelenségi tünetegyüttest (acute respiratory distress syndrome, ARDS) okoz. A súlyosabb tünetek maradandó tüdőkárosodást, illetve halált is okozhatnak.
Hasonlóan más influenzavírusokhoz, a 2009-es pandémia vírusa is tipikusan cseppfertőzéssel terjed. A tünetek általában 4-6 napig tartanak. A fertőzésveszély csökkenthető, ha otthonmaradunk, elkerülve a közösségi helyeket. A súlyosabb tüneteket mutató embereken, a kockázati csoportok tagjain segíthetnek az antivirális szerek, az oszeltamivir vagy a zanamivir.
2010. január 3-áig a WHO 12 800 megerősített halálesetet tartott nyilván. Ez csak az állami hivatalok jelentette megerősített esetek száma, a WHO szerint a valós szám kétségkívül magasabb. Az Amerikai Járványügyi Ellenőrző és Megelőző Központ (Centers for Disease Control and Prevention, CDC) becslése szerint csak az USA-ban 9820 ember halálát okozta már november 14-éig az új influenzavírus.
A vírust korábban elterjedten, de pontatlanul sertésinfluenza néven emlegették, ez ellen azonban hivatalok és a sertéstenyésztő-szervezetek tiltakoztak. Az Egészségügyi Világszervezet (WHO) H1N1/09 pandemikus vírusnak (angolul pandemic H1N1/09 virus) nevezi, az amerikai CDC „új influenza A (H1N1)”, illetve „2009-es H1N1-influenza” neveken emlegeti, a magyar Állami Népegészségügyi és Tisztiorvosi Szolgálat honlapján a „Influenza A(H1N1)v” név szerepel, és még számos más névváltozat forog a világban (mint mexikói vírus stb).

## Tünetei
Tünetei többnyire hasonlóak a megszokott influenzatünetekhez. Köztük lehet a láz, a köhögés (többnyire száraz köhögés), a fejfájás, az izom- vagy ízületi fájdalom, a torokfájás, a hideglelés, a fáradtság, az orrfolyás. Egyes esetekben hasmenés, hányás vagy idegrendszeri problémák is jelentkeztek.
A súlyos szövődmények kockázata nagyobb a 65 évesnél idősebbek, az ötévesnél fiatalabbak, az idegrendszeri problémákkal rendelkező gyermekek számára. A kockázati csoportok közé tartoznak a várandós kismamák (különösen a várandósság harmadik harmadában), illetve az egyéb egészségügyi problémákkal rendelkezők, mint az asztma, elhízás, cukorbetegség, szívbetegség vagy valamilyen okból legyengült immunrendszer (például az immunszupresszív gyógyszerek szedése vagy AIDS betegség). Az Amerikai Egyesült Államokban az új vírus miatti kórházi kezelésre az esetek több mint 70 százalékában ilyen egyéb probléma miatt került sor.
Dr. Thomas R. Frieden, a CDC igazgatója azt javasolja, hogy az egyéb egészségügyi problémákkal rendelkezők előzetesen konzultáljanak az orvosukkal, mielőtt ellátogatnának a rendelőbe, ahol fertőzöttekkel érintkezve nagyobb veszélynek tehetik ki magukat. Ez különösen érvényes a várandós kismamákra. Bár ezt még korai lenne biztosan állítani, de úgy tűnik, hogy az új influenza nagyobb arányban szed áldozatokat a krónikusan beteg gyermekek közt, mint a szezonális influenza. Az új influenzában elhunyt gyermekek csaknem kétharmadának volt valamely korábban létező ideg-, illetve izomrendszeri problémája, mint a cerebrális parézis (CP), a muszkuláris disztrófia (MD), a fejlődési elmaradottság. „Az ideg- és izomproblémákkal rendelkező gyermekek számára különösen nagy a szövődmények kockázata.”

### Óvó jelek
A WHO szerint a súlyos esetek klinikai képe nagyon különböző a szezonális influenza mutatta mintáktól. Miközben bizonyos egészségügyi problémákkal rendelkezők számára nagyobb a kockázat, sok súlyos eset korábban egészséges embereket érintett. Ezen utóbbi betegek esetében nem ismert, mi okozta a súlyos betegség nagyobb kockázatát, a kutatások igyekeznek ezt tisztázni. A súlyos esetekben a betegek állapota általában a tünetek jelentkezése után 3-5 nappal kezd el romlani. A romlás gyors, sok esetben az azonnali intenzív kezelést szükségessé tevő légzőrendszeri összeomlás 24 órán belül bekövetkezik. A legtöbb súlyos beteg azonnali mesterséges lélegeztetésre szorul.
A CDC szerint vannak olyan előjelek, amelyek sürgős orvosi segítség igénybevételére intenek. Ezek:
| Felnőtteknél: - Légzési nehézségek - Fájdalom vagy nyomás a mellkasban, illetve a hasban - Hirtelen egyensúlyi zavar - Zavartság - Nagy vagy tartós hányás | Gyermekeknél: - Gyors vagy nehéz légzés - Kékes bőrszín - Elégtelen folyadékbevitel - A gyermek nem kel fel vagy nem reagál - A gyermek olyan irritált, hogy nem akarja, hogy felvegyék - Influenzaszerű tünetek, amelyek ideiglenesen javulnak, de lázzal és rosszabb köhögéssel térnek vissza - Bőrelváltozással járó láz - Evési képtelenség - Könnytelen sírás |

## Diagnosztizálása
Megerősíthető diagnosztizálásához szájgarati, orrgarati vagy orri szövetmintára van szükség. Az ajánlott teszt az ún. RT-PCR, mivel más tesztek nem képesek különbséget tenni a pandémiát okozó vírus és a szezonális influenza vírusai között. Az influenza tüneteit mutató legtöbb beteg esetében azonban nincs szükség a tesztre, mivel a kezelés úgysem különbözne a szezonális influenza kezelésétől. Az amerikai CDC csak az influenzagyanúval kórházba kerülők, a várandós anyák és a legyengült immunrendszerűek tesztelését ajánlja. Az általában vett influenza – tehát nem specifikusan az új vírus – kimutatására az RIDT-t (influenzadiagnosztikai gyorsteszt) szokták alkalmazani, amely kb. fél órát vesz igénybe, illetve a 2-4 órás közvetlen fluoreszcens antitest (DFA, direct fluorescent antibody) vagy közvetett fluoreszcens antitest (IFA, indirect fluorescent antibody) teszteket. Mivel az RIDT túl gyakran tévesen negatív, a CDC azt ajánlja, hogy a negatív teszteredményű, de a lehetséges új influenzafertőzés tüneteit mutató pácienseket „tapasztalati úton” kezeljék, figyelembe véve a klinikai gyanút, az egyéb egészségügyi bajokat, a betegség fokát és a szövődmények kockázatát, és ha mégis szükségesnek mutatkozik az influenzavírus azonosítása, akkor alkalmazzák az RT-PCR tesztet vagy izolálják a vírust. Az RIDT tesztek alkalmazását a sok téves eredmény miatt több kutató is megkérdőjelezte. Dr. Nikki Shindo, a WHO szakértője helytelenítette, ha késlekedik a kezelés megkezdése amiatt, hogy az orvosok a H1N1-teszteredményekre várnak, és azt javasolta, hogy „egy olyan esetben, amikor a járványügyi információk szerint a virus terjedőben van, az orvosok ne várják meg a laboratóriumi megerősítést, hanem készítsenek diagnózist a klinikai és az epidemiológiai háttér alapján és korán kezdjék meg a kezelést.”

## A vírus jellemzői
A vírus egy új influenzatörzs, amely ellen nem nyújtanak védettséget a korábbi vakcinák. Az amerikai CDC egy 2009 májusában közzétett tanulmánya szerint a gyermekeknek nem volt immunitása az új törzzsel szemben, a felnőttek azonban, különösen 60 év felett, rendelkeztek bizonyos fokú immunitással. A gyermekekben nem mutatkozott keresztreaktív antitestválasz az új törzsre, a 18 és 64 év közti felnőttek esetében 6-9 százalékban, az idősebbeknél 33 százalékban.
Azt is megállapították, hogy a vírus öt korábbi influenzavírustól vett át géneket: az észak-amerikai sertésinfluenza, az észak-amerikai madárinfluenza, az emberi influenza vírusaiból, illetve két tipikusan Európában és Ázsiában előforduló sertésinfluenza-vírusból. A kezdeti elemzések arra mutattak, hogy az új vírus valószínűleg nem okoz majd komoly tüneteket a legtöbb fertőzött számára.
2009 júliusában a CDC azt közölte, hogy a legtöbb megbetegedés a szezonális influenzához hasonlóan enyhe, a gyógyulás általában gyors, és máig a statisztikák szerint jóval kevesebben halnak meg az új vírustól, mint a szezonális influenzától. 2009. november 14-éig az új vírus minden hatodik amerikait megfertőzött. Kétszázezren kerültek miatta kórházba és mintegy tízezren haltak meg. Noha kórházba ugyanannyian kerültek vele, mint a szezonális influenzával, és kevesebben haltak meg tőle, az 50 éven aluliak számára azonban az új vírus jóval nagyobb kockázatot jelentett. Az elhunytak közt 1100 gyermek és 7500 18 és 64 év közti felnőtt volt, utóbbiak jelentős része 50 alatti, miközben ebben a korcsoportban egy átlagos évben mintegy ezren vesztik életüket a szezonális influenzától.
Az új vírus lehetséges kialakulástörténetéről a következőket írta 2009 július 9-én a New England Journal of Medicine szaklap egy cikke: „A H1N2 és más altípusok az Észak-Amerikában izolált H3N2 sertésvírusok háromszorosan géncserélődött leszármazottai. Sertés hordozókban terjedtek el világszerte és megfertőztek embereket is. Az új emberi H1N1 vírus neuraminidáz és mátrixfehérje szegmenskódjai azonban távoli rokonai az Európában az 1990-es évek elején izolált sertésvírusoknak.”

### Átadása
Az új H1N1 vírus a jelenlegi nézetek szerint ugyanolyan módon terjed, mint a szezonális influenza. Az influenzavírusok elsősorban a fertőzöttek tüsszentése vagy köhögése által kibocsátott cseppecskék útján terjednek. Az emberek gyakran úgy fertőződnek meg, hogy megérintenek valamit, amelyen a vírusok megtapadtak, majd a szájukhoz, orrukhoz, szemükhöz érnek. Az alap szaporodási ráta (azon személyek átlagos száma, akiket egy fertőzött egy immunitással nem rendelkező népességben megfertőz) a becslések szerint az új vírus esetében 1,75. Egy 2009. decemberi tanulmány szerint az új vírus fertőzőképessége a háztartásokban alacsonyabb, mint korábbi pandémiák vírusaié. A legtöbb továbbfertőzésre röviddel a tünetek jelentkezése előtt vagy után kerül sor.
Az új emberi H1N1 vírus már átkerült állatokba is, köztük sertések, pulykák, házi macskák, legalább egy kutya és egy gepárd fertőződött meg vele.

## Megelőzése
A pandémia a várakozások szerint az északi féltekén a tél közepe felé tetőzik. Az amerikai CDC azt ajánlotta, hogy kezdetben bizonyos prioritási csoportokat oltsanak be a vírus ellen, mint a várandós anyák, a hat hónapnál fiatalabb babákkal együtt élők vagy őket gondozók, a hat hónapos és négyéves közti gyermekek és az egészségügyi alkalmazottak. Az Egyesült Királyság egészségügyi hatósága, az NHS azokat a hat hónapnál idősebbeket sorolta az első helyekre, akik számára a szezonális influenza is klinikai veszélyt jelentene: a várandósokat és a legyengült immunrendszerűeket.
Az Egyesült Államokban kezdetben azt gondolták, hogy csak kétszeres oltás nyújt védelmet, a klinikai tesztek során azonban kiderült, hogy elég egyszer oltani. A költségeket hatékonyabb vakcina kifejlesztése is csökkenthetné. Tíz év alatti gyermekeknek Amerikában mégis két oltást ajánlanak, a másodikat 21 nappal az első után. A szezonális influenza elleni védekezéshez külön kell adni az oltást.
Az egészségügyi hatóságok világszerte amiatt is aggódnak, hogy az új vírus mutálódhat és virulensebbé válhat, hiába enyhék általában a jelenlegi tünetek és tartanak csak néhány napig kezelés nélkül is. A hatóságok sürgették a közösségeket, cégeket és egyéneket, hogy hozzanak létre védekezési terveket, készüljenek fel lehetséges iskolaszünetekre, sok alkalmazott megbetegedésére és távollétére, a kórházak megtelésére és egy nagyobb járvány minden következményére.
A vírus elleni harcra a WHO és az amerikai kormány olyan átfogó oltási kampányt szervezett az év végére, amilyenre nem volt példa, mióta Jonas Salk felfedezte a gyermekbénulás elleni vakcinát 1955-ben.
A Mayo Clinic civil szervezet a következő személyes intézkedéseket ajánlotta a megelőzés érdekében: az oltást, az alapos és gyakori kézmosást, a kiegyensúlyozott étrendet friss gyümölccsel, zöldséggel, őröletlen gabonával, sovány fehérjékkel, elegendő alvást, rendszeres testgyakorlást és a zsúfolt helyek elkerülését. A dohányzás növeli a fertőzés kockázatát és súlyosabbá teheti a tüneteket. Az ausztráliai Melbourne-ben az azonosított egyéb kockázati tényezők nélkül kórházba kerülők fele volt dohányzó.
Az egészségügyi hatóságok közlései szerint a megfelelően megfőzött sertéshús és egyéb élelmiszer nem okoz influenza fertőzést.

### A közegészségügyi válasz
2009. április 27-én az Európai Unió egészségügyi biztosa azt javasolta az európaiaknak, hogy halasszák el nem feltétlenül szükséges utazásaikat az Egyesült Államokba és Mexikóba. Ez azután történt, hogy Spanyolországban felfedezték az első megerősített esetet. 2009 május 6-án a Kanadai Közegészségügyi Ügynökség bejelentette, hogy a Nemzeti Mikrobiológia Laboratórium, a világon elsőként, feltérképezte a vírus genetikai kódját. Angliában a Nemzeti Egészségügyi Szolgálat (National Health Service, NHS) honlapot indított Nemzeti Pandemikus Influenza Szolgálat címmel, hogy a betegeket informálja tüneteiket illetően és az antivirális gyógyszerek beszerzésére feljogosító számokat adjon ki. A rendszert azért hozták létre, hogy csökkentsék a háziorvosok terheit.
Amerikai hivatalok megjegyezték, hogy a H5N1 madárinfluenza elleni hat évre visszatekintő készültség segített az újinfluenza-járvány kezelésében. A CDC és más amerikai kormányügynökségek arra használták fel a nyarat, hogy áttekintsék a felkészülést és befedjenek minden lehetséges lyukat a közegészségügyi biztonsági hálón az őszi influenzaszezon kezdete előtt. A szezonális influenza elleni oltási program mellé egy másikat is megszerveztek és javítottak a szövetségi, állami szintű és helyi hatóságok és a magántulajdonú egészségügyi intézmények közti koordináción. 2009 október 24-én Barack Obama amerikai elnök az új influenza miatt nemzeti szükséghelyzetet hirdetett és felhatalmazta Kathleen Sebelius egészségügyi minisztert, hogy felmentést adjon az ezt kérelmező kórházaknak bizonyos szövetségi kövedtelmények alól.

### Védőoltások
2009 november 19-éig 65 millió védőoltást adtak be több, mint 16 országban; a vakcína biztonságosnak és hatékonynak tűnik, a fertőzés ellen védelmet nyújtó erős immunválaszt produkál. A szezonális influenza ellen alkalmazott oltás se nem növeli, se nem csökkenti az új influenzával való megfertőződés kockázatát, mert az új törzs nagyon különböző, tehát új oltásra volt szükség. Biztonsági szempontból az új H1N1 ellen alkalmazott vakcinák hasonlóak a szezonális influenza vakcináihoz. Kevesebb, mint egy tucat esetben jelentettek oltás utáni Guillain-Barre szindrómát és csak időleges megbetegedést tapasztaltak. Ezek közül csak néhány esetnek lehetett köze az oltáshoz. Ez jelentősen más, mint ami az 1976-os sertésinfluenza-járvány idején történt, amikor több, mint 500 esetben tapasztaltak Guillain-Barre szindrómát és 25-en meghaltak az oltások után az Egyesült Államokban.
Biztonsági aggodalmakat a tojásra allergiásak helyzete keltett, mivel a vakcinában használt vírusokat csirketojás alapú kultúrákban szaporították. A tojásérzékenyek csak az orvosukkal való konzultáció után, csökkentett adagokban és ellenőrzött környezetben kaphatják meg az oltást. A Baxter gyártmányú oltások tojás felhasználása nélkül készültek, de két adagban kell beadni őket, három hét szünettel.
Kanadában november végéig 24 megerősített esetben jelentettek oltás utáni anaphylaxiás sokkot, egy haláleset történt. Az anaphylaxiás reakció becsült rátája 312 ezer beoltott emberre egy. Egy esetben azonban 157 ezer dózisból hat okozott anaphylaxiás sokkot, ebből a vakcinasorozatból a maradékot visszatartották és vizsgálják.
Az Egyesült Államokban decemberben a Sanofi-Aventis 800 ezer, a MedImmune 4,7 millió adag oltást hívott vissza, mert tesztek szerint valamivel alulmúlták a kívánt hatékonyságot.
Tizenkét ország és hat gyártó tett ígéretet arra, hogy összesen 180 millió adag oltást adományoz a fejlődő országoknak.

## Kezelése
A tünetek enyhítésére számos módszert ajánlottak, mint a bőséges folyadékfogyasztást és a pihenést. Az olyan recept nélkül kapható gyógyszerek, mint az acetaminophen és az ibuprofen nem ölik meg a vírust, de a tünetek enyhítésében segíthetnek. Aszpirint és egyéb szalicilsav termékeket nem használnak, különösen nem 19 évnél fiatalabbak számára az influenza típusú tünetek ellen, a Reye-szindróma kialakulásának veszélye miatt.
Ha a láz enyhe és nincsenek szövődmények, a lázcsillapítás nem ajánlott. A legtöbben orvos nélkül is meggyógyulnak, az egyéb egészségügyi problémákkal rendelkezők azonban növelhetik a szövődmények kialakulásának kockázatát és számukra hasznos lehet a kezelés.
A veszélyeztetett csoportokba tartozókat antivirális szerekkel (oszeltamivirrel vagy zanamivirrel) kezelik és ezt a tünetek jelentkezése után mielőbb meg kell kapniuk. A veszélyeztetettek közé tartoznak a várandós nők és a szülés uitán álló (post partum) anyák, a kétévesnél kisebb gyermekek és azok, akiknek egyéb egészségügyi problémáik vannak, például légzőrendszeri bajok. A nem veszélyeztetett csoportba tartozó, de tartós vagy gyorsan romló tüneteket mutató betegeket szintén antivirális szerekkel kezelik. E tünetek közé tartoznak a légzési nehézségek és a három napnál tovább tartó magas láz. Azokat, akiknél tüdőgyulladás alakul ki, antivirális szerekkel és antibiotikumokkal egyaránt kezelik, mert gyakran baktériumfertőzés is kialakul. Az antivirális szerek akkor a leghasznosabbak, ha a tünetek kialakulása utáni 48 órán belül alkalmazzák őket. De 48 órán túl is hasznosak lehetnek. Ha az oszeltamivir Tamiflu nem áll rendelkezésre, vagy nem alkalmazható, a zanamivir Relenza ajánlott. A Peramivir kísérleti antivirális szer amelyet kórházba került betegeknek adnak, ha más kezelési módszerek hatástalanok vagy nem állank rendelkezésre.
A H1N1 járvány utáni botrány
Utólagosan kiderült, hogy a H1N1 járvány megalapozatlan volt. A WHO összejátszott a gyógyszergyártókkal és így sikerült járványt kreálni. A Magyarországon használt, H1N1 vírus kimutatására való tesztek alkalmatlanok voltan a vírus kimutatására. Bár tudták, hogy alkalmatlan mégis használták.  Az Európa Tanács jelentése szerint jelentős mennyiségű közpénz veszett kárba a félrekezelt járvány miatt.

## Lásd még
- A 2009-es influenza-világjárvány az Egyesült Királyságban
- antigéncsuszamlás/antigénsodródás
- biológiai biztonság
- H1N1
- H1N1/09 pandemikus vírus
- influenza
- influenzavírus A
- pandémia
- sertésinfluenza
- védőoltás
- Zanamivir

## Kiegészítő információforrások
- Mi a pandémia? A pandémia szakaszai. Általános egészségügyi célok a pandémia egyes fázisaiban. WHO – A tíz legfontosabb tudnivaló a pandémiáról. Pandemia.hu Pandémiás Prevenciós Bizottság Hivatalos Honlapja. (Hozzáférés: 2010. január 7.)[halott link]
- WHO > Programmes and projects > Global Alert and Response (GAR) > Diseases covered by GAR > Pandemic (H1N1) 2009 (angol nyelven). WHO World Health Organization. (Hozzáférés: 2010. január 7.)
- EüM
- ÁNTSZ lakossági tájékoztató
- Országos Epidemiológiai Központ
- Házi Gyermekorvosok Országos Egyesülete
- Influenza figyelőszolgálat
- Nemzeti Influenzás Pandémiás Terv
- Útmutató pandémiás terv készítéséhez
- Dr. Info
- H1n1.lap.hu
- H1N1 világtérkép
- CsaládiNet
- Jarvany.hu
- H1N1.freeblog.hu
- Az Egészségügyi Világszervezet pandémiáról szóló oldalai (angol nyelven). (Hozzáférés: 2010. január 7.)
- Az Amerikai Egyesült Államok hivatalos pandémia weboldala (angol nyelven). (Hozzáférés: 2010. január 7.)
- Seasonal Influenza (Flu) (angol nyelven). CDC Centers for Disease Control and Prevention. (Hozzáférés: 2010. január 7.) Az Amerikai Járványügyi Ellenőrző és Megelőző Központ pandémiáról szóló oldala
- World Health Organization H1N1 influenza – tények és adatok az európai régióról Sajtóközlemény. [2009. november 22-i dátummal az eredetiből archiválva]. (Hozzáférés: 2010. január 7.)
- A magyar Egészségügyi Minisztérium hivatalos közleménye annak kapcsán, hogy a WHO 5-ös fázisszintre emelte a pandémiás riasztási szintet. 2009. április 30.. (Hozzáférés: 2010. január 7.)[halott link]